# Division 2 i fotboll 2000
Division 2 i fotboll 2000 var 2000 års säsong av Division 2 som bestod av 6 serier med 12 lag i varje serie. Eftersom Division 1-serierna slogs ihop till Superettan säsongen 2000 flyttades många lag ner i Division 2 från Division 1, vilket ledde till att många lag i Division 2 flyttades ner i Division 3.

## Seriesystem
Division 2 säsongen 2000 bestod av sex serier med 12 lag i varje, vilket gav 72 lag totalt. Serierna gavs namn efter de regioner de fanns i: Norrland, Östra Svealand, Västra Svealand, Östra Götaland, Västra Götaland och Södra Götaland. I varje serie spelade lagen två gånger mot varje lag, en på hemmaplan och en på bortaplan, vilket gav 22 omgångar för varje lag. För vinst tilldelades man tre poäng, för oavgjort en poäng och förlust noll poäng.
Det bästa laget i varje serie gick vidare till kvalspel för att få spela i Superettan. Lag 2-9 i varje serie fick fortsätta spela i Division 2 säsongen efter. Lag 10 fick spela kvalspel för att få stanna kvar i Division 2. Lag 11 och 12 åkte ner till Division 3. Kvalspelet till Superettan spelades mellan alla serievinnare i Division 2. Vinnarna gick upp till Superettan och ersattes av de tre sämsta i Superettan, som tillsammans med förlorarna i kvalet fick spela Division 2 säsongen efter.

### Förändringar inför säsongen
Säsongen 2000 spelade de vinnande lagen i varje serie mot varandra i dubbelmöten i kvalet olikt tidigare säsonger. Vinnarna i det kvalspelet gick vidare till den nya Superettan. Förlorarna fortsatte att spela i Division 2 nästföljande säsong.

#### Lag som flyttats upp
Eftersom det var ändringar i systemet hade endast två klubbar möjlighet att flyttas upp till Superettan. De sex seriesegrarna gick till ett playoff, där två lag gick vidare. Dessa var FC Café Opera/Djursholm och Ljungby IF. De fick möta Gefle IF respektive Östers IF. Café Opera vann och flyttades upp en division medan Ljungby förlorade och fick fortsätta att spela i Division 2, därmed flyttades endast ett lag upp till Superettan säsongen 1999.

#### Lag som degraderats
På grund av ovan nämnda ändring i seriesystemet flyttades fyra lag i varje Division 2-serie ner till Division 3, vilket var fler än tidigare säsong. De som flyttades ner var:
- Från Division 2 Norrland:
  - Stockviks FF, Assi IF, Morön BK, Gällivare SK
- Från Division 2 Östra Svealand:
  - Edsbyns IF, Söderhamns FF, Hudiksvall ABK, IFK Gävle
- Från Division 2 Västra Svealand:
  - Ludvika FK, IFK Eskilstuna, FBK Karlstad, Håbo FF
- Från Division 2 Östra Götaland:
  - Kalmar AIK, Växjö Norra IF, Gullringens GoIF, Olofströms IF
- Från Division 2 Västra Götaland:
  - Skärhamns IK, IK Oddevold, Holmalunds IF, Ulvåkers IF
- Från Division 2 Södra Götaland:
  - Ifö/Bromölla IF, IS Halmia, Höllvikens GIF, Laholms FK

#### Nya lag denna säsong
Se även Division 1 i fotboll 1999 och Division 3 i fotboll 1999.
Degraderade från Division 1

På grund av ändringar i seriesystemet (Division 1 blev Superettan) flyttades ovanligt många lag ner till Division 2 säsongen 1999. Följande lag degraderades till Division 2 från Division 1 säsongen 1999:
- Gefle IF (efter kvalspel)
- Luleå Fotboll
- Nacka FF
- Degerfors IF
- IF Brommapojkarna
- Spårvägens FF
- IK Sirius
- Motala AIF
- Husqvarna FF
- IK Kongahälla
- Stenungsunds IF
- Falkenbergs FF
- Kristianstads FF

Av dem flyttades Gefle och Motala upp igen denna säsong. Stenungsund var det enda lag som degraderades till Division 3 av dem.
Uppflyttade från Division 3

Följande lag flyttades upp till Division 2 från Division 3 säsongen 1999:
- Robertsfors IK
- IFK Timrå
- Syrianska FC
- Eskilstuna Södra FF
- Slätta SK
- IF Vindhemspojkarna
- Jönköpings Södra IF
- Malmslätts AIK
- Ytterby IS
- Tidaholms GoIF
- Helsingborgs Södra BIS
- Karlskrona AIF

Av dem degraderades Karlskrona, Malmslätt och IFK Timrå till Division 3 denna säsong.

## Serier

### Norrland
Gefle IF vann serien och gick till kvalspel till Superettan. Robertsfors IK kom på elfte plats och gick till kvalspel för att stanna kvar i Division 2. Piteå IF och IFK Timrå degraderades till Division 3. Resten av lagen fick fortsätta att spela i Division 2 säsongen 2001.
| Nr | Lag             | S  | V  | O | F  | GM | IM | MS  | P  |
| -- | --------------- | -- | -- | - | -- | -- | -- | --- | -- |
| 1  | Gefle IF        | 22 | 18 | 1 | 3  | 78 | 17 | +61 | 55 |
| 2  | Bodens BK       | 22 | 12 | 4 | 6  | 44 | 31 | +13 | 40 |
| 3  | Luleå FotbollNI | 22 | 11 | 4 | 7  | 38 | 31 | +7  | 37 |
| 4  | Friska Viljor   | 22 | 11 | 2 | 9  | 38 | 34 | +4  | 35 |
| 5  | Östersunds FK   | 22 | 9  | 6 | 7  | 30 | 23 | +7  | 33 |
| 6  | Skellefteå AIK  | 22 | 7  | 9 | 6  | 27 | 31 | −4  | 30 |
| 7  | Selånger SK     | 22 | 8  | 3 | 11 | 43 | 46 | −3  | 27 |
| 8  | Kiruna FF       | 22 | 7  | 6 | 9  | 29 | 35 | −6  | 27 |
| 9  | IFK Holmsund    | 22 | 7  | 5 | 10 | 26 | 43 | −17 | 26 |
| 10 | Robertsfors IK  | 22 | 6  | 6 | 10 | 20 | 35 | −15 | 24 |
| 11 | Piteå IF        | 22 | 5  | 6 | 11 | 31 | 49 | −18 | 21 |
| 12 | IFK Timrå       | 22 | 3  | 4 | 15 | 16 | 45 | −29 | 13 |

N1: Luleå Fotboll övertog Lira BK:s plats.

### Östra Svealand
IF Brommapojkarna vann serien och gick till kvalspel till Superettan. Vallentuna BK kom på elfte plats och gick till kvalspel för att stanna kvar i Division 2. Älta IF och FC Järfälla degraderades till Division 3. Resten av lagen fick fortsätta att spela i Division 2 säsongen 2001.
| Nr | Lag                 | S  | V  | O | F  | GM | IM | MS  | P  |
| -- | ------------------- | -- | -- | - | -- | -- | -- | --- | -- |
| 1  | IF Brommapojkarna   | 22 | 19 | 2 | 1  | 66 | 17 | +49 | 59 |
| 2  | Spårvägens FF       | 22 | 16 | 1 | 5  | 49 | 22 | +27 | 49 |
| 3  | IK Sirius           | 22 | 11 | 6 | 5  | 41 | 29 | +12 | 39 |
| 4  | Tyresö FF           | 22 | 10 | 3 | 9  | 30 | 31 | −1  | 33 |
| 5  | Slätta SK           | 22 | 9  | 3 | 10 | 35 | 28 | +7  | 30 |
| 6  | IF Vindhemspojkarna | 22 | 9  | 2 | 11 | 45 | 39 | +6  | 29 |
| 7  | Värtans IK          | 22 | 7  | 5 | 10 | 26 | 33 | −7  | 26 |
| 8  | Sandvikens IF       | 22 | 6  | 6 | 10 | 23 | 40 | −17 | 24 |
| 9  | Visby IF Gute       | 22 | 6  | 4 | 12 | 30 | 45 | −15 | 22 |
| 10 | Vallentuna BK       | 22 | 6  | 4 | 12 | 26 | 42 | −16 | 22 |
| 11 | Älta IF             | 22 | 5  | 6 | 11 | 28 | 47 | −19 | 21 |
| 12 | FC Järfälla         | 22 | 5  | 4 | 13 | 29 | 55 | −26 | 19 |

### Västra Svealand
BK Forward vann serien och gick till kvalspel till Superettan. Vasalunds IF kom på elfte plats och gick till kvalspel för att stanna kvar i Division 2. Spånga IS och IFK Västerås degraderades till Division 3. Resten av lagen fick fortsätta att spela i Division 2 säsongen 2001.
| Nr | Lag                  | S  | V  | O | F  | GM | IM | MS  | P  |
| -- | -------------------- | -- | -- | - | -- | -- | -- | --- | -- |
| 1  | BK Forward           | 22 | 17 | 4 | 1  | 56 | 13 | +43 | 55 |
| 2  | Nacka FF             | 22 | 13 | 3 | 6  | 64 | 34 | +30 | 42 |
| 3  | Syrianska FC         | 22 | 12 | 5 | 5  | 48 | 23 | +25 | 41 |
| 4  | Degerfors IF         | 22 | 11 | 5 | 6  | 44 | 27 | +17 | 38 |
| 5  | Rynninge IK          | 22 | 10 | 7 | 5  | 40 | 31 | +9  | 37 |
| 6  | Eskilstuna City FKN1 | 22 | 10 | 1 | 11 | 34 | 43 | −9  | 31 |
| 7  | Väsby IK             | 22 | 7  | 7 | 8  | 33 | 31 | +2  | 28 |
| 8  | KB Karlskoga FF      | 22 | 8  | 1 | 13 | 34 | 50 | −16 | 25 |
| 9  | Eskilstuna Södra FF  | 22 | 7  | 3 | 12 | 30 | 40 | −10 | 24 |
| 10 | Vasalunds IF         | 22 | 5  | 9 | 8  | 22 | 32 | −10 | 24 |
| 11 | Spånga IS            | 22 | 5  | 3 | 14 | 29 | 57 | −28 | 18 |
| 12 | IFK Västerås         | 22 | 2  | 2 | 18 | 21 | 74 | −53 | 8  |

N1: Namnändrad från IK City inför säsongen.

### Östra Götaland
Motala AIF vann serien och gick till kvalspel till Superettan. IK Sleipner kom på elfte plats och gick till kvalspel för att stanna kvar i Division 2. Hjulsbro IK och Malmslätts AIK degraderades till Division 3. Resten av lagen fick fortsätta att spela i Division 2 säsongen 2001.
| Nr | Lag                 | S  | V  | O | F  | GM | IM | MS  | P  |
| -- | ------------------- | -- | -- | - | -- | -- | -- | --- | -- |
| 1  | Motala AIF          | 22 | 15 | 2 | 5  | 46 | 24 | +22 | 47 |
| 2  | Myresjö IF          | 22 | 13 | 4 | 5  | 45 | 30 | +15 | 43 |
| 3  | IK Tord             | 22 | 10 | 7 | 5  | 41 | 33 | +8  | 37 |
| 4  | Husqvarna FF        | 22 | 10 | 6 | 6  | 40 | 33 | +7  | 36 |
| 5  | Linköpings FF       | 22 | 9  | 7 | 6  | 36 | 28 | +8  | 34 |
| 6  | Ljungby IF          | 22 | 9  | 6 | 7  | 48 | 38 | +10 | 33 |
| 7  | Jönköpings Södra IF | 22 | 8  | 6 | 8  | 33 | 35 | −2  | 30 |
| 8  | Grimsås IF          | 22 | 7  | 4 | 11 | 33 | 42 | −9  | 25 |
| 9  | Nybro IF            | 22 | 5  | 9 | 8  | 36 | 41 | −5  | 24 |
| 10 | IK Sleipner         | 22 | 6  | 6 | 10 | 26 | 39 | −13 | 24 |
| 11 | Hjulsbro IK         | 22 | 5  | 6 | 11 | 33 | 43 | −10 | 21 |
| 12 | Malmslätts AIK      | 22 | 2  | 3 | 17 | 20 | 51 | −31 | 9  |

### Västra Götaland
Torslanda IK vann serien och gick till kvalspel till Superettan. Skövde AIK kom på elfte plats och gick till kvalspel för att stanna kvar i Division 2. Lundby IF och Stenungsunds IF degraderades till Division 3. Resten av lagen fick fortsätta att spela i Division 2 säsongen 2001.
| Nr | Lag             | S  | V  | O | F  | GM | IM | MS  | P  |
| -- | --------------- | -- | -- | - | -- | -- | -- | --- | -- |
| 1  | Torslanda IK    | 22 | 13 | 3 | 6  | 50 | 24 | +26 | 42 |
| 2  | Qviding FIF     | 22 | 12 | 6 | 4  | 46 | 25 | +21 | 42 |
| 3  | IK Kongahälla   | 22 | 11 | 7 | 4  | 38 | 26 | +12 | 40 |
| 4  | Ytterby IS      | 22 | 11 | 4 | 7  | 47 | 36 | +11 | 37 |
| 5  | Tidaholms GoIF  | 22 | 10 | 6 | 6  | 40 | 25 | +15 | 36 |
| 6  | Norrby IF       | 22 | 10 | 5 | 7  | 49 | 34 | +15 | 35 |
| 7  | Skene IF        | 22 | 10 | 3 | 9  | 30 | 38 | −8  | 33 |
| 8  | IF Heimer       | 22 | 7  | 6 | 9  | 32 | 43 | −11 | 27 |
| 9  | Trollhättans FK | 22 | 6  | 4 | 12 | 31 | 42 | −11 | 22 |
| 10 | Skövde AIK      | 22 | 5  | 6 | 11 | 20 | 31 | −11 | 21 |
| 11 | Lundby IF       | 22 | 4  | 8 | 10 | 24 | 38 | −14 | 20 |
| 12 | Stenungsunds IF | 22 | 2  | 4 | 16 | 18 | 63 | −45 | 10 |

### Södra Götaland
IFK Malmö vann serien och gick till kvalspel till Superettan. IFK Hässleholm kom på elfte plats och gick till kvalspel för att stanna kvar i Division 2. Karlskrona AIF och Åhus Horna degraderades till Division 3. Resten av lagen fick fortsätta att spela i Division 2 säsongen 2001.
| Nr | Lag                    | S  | V  | O | F  | GM | IM | MS  | P  |
| -- | ---------------------- | -- | -- | - | -- | -- | -- | --- | -- |
| 1  | IFK Malmö              | 22 | 14 | 5 | 3  | 52 | 25 | +27 | 47 |
| 2  | Falkenbergs FF         | 22 | 14 | 3 | 5  | 53 | 25 | +28 | 45 |
| 3  | Helsingborgs Södra BIS | 22 | 11 | 3 | 8  | 52 | 31 | +21 | 36 |
| 4  | Lunds BK               | 22 | 10 | 6 | 6  | 39 | 31 | +8  | 36 |
| 5  | IFK Trelleborg         | 22 | 10 | 5 | 7  | 41 | 32 | +9  | 35 |
| 6  | Ystads IF              | 22 | 10 | 5 | 7  | 44 | 39 | +5  | 35 |
| 7  | IF Leikin              | 22 | 9  | 5 | 8  | 44 | 43 | +1  | 32 |
| 8  | Högaborgs BK           | 22 | 9  | 4 | 9  | 37 | 43 | −6  | 31 |
| 9  | Kristianstads FF       | 22 | 10 | 0 | 12 | 39 | 37 | +2  | 30 |
| 10 | IFK Hässleholm         | 22 | 5  | 6 | 11 | 29 | 48 | −19 | 21 |
| 11 | Karlskrona AIF         | 22 | 5  | 3 | 14 | 29 | 63 | −34 | 18 |
| 12 | Åhus Horna BK          | 22 | 1  | 3 | 18 | 27 | 59 | −32 | 6  |

## Kvalspel

### Kval till Superettan
| Lag 1        | Totalt | Lag 2             | Möte 1 | Möte 2 |
| Gefle IF     | 4–2    | IF Brommapojkarna | 1–0    | 3–2    |
| BK Forward   | 1–5    | Motala AIF        | 1–2    | 0–3    |
| Torslanda IK | 1–5    | IFK Malmö         | 1–2    | 0–2    |

Gefle IF, Motala AIF och IFK Malmö fick spela i Superettan 2001 medan resten fick spela i Division 2 i fotboll 2001.

### Kval till Division 2

#### Omgång 1
Omgång 1 spelades mellan de 12 gruppvinnarna i Division 3. De som därifrån gick vidare till omgång 2 var:
- Matfors IF
- Bollnäs GoIF
- Nyköpings BIS
- LSW IF
- IFK Värnamo
- Höllvikens GIF

#### Omgång 2
| Lag 1          | Totalt       | Lag 2          | Möte 1 | Möte 2 |
| Matfors IF     | 02–11        | Robertsfors IK | 1–5    | 1–6    |
| Bollnäs GoIF   | 0–7          | Vallentuna BK  | 0–2    | 0–5    |
| Nyköpings BIS  | 6–5          | Vasalunds IF   | 3–2    | 3–3    |
| LSW IF         | 00005–5 (BM) | IK Sleipner    | 4–4    | 1–1    |
| IFK Värnamo    | 5–2          | Skövde AIK     | 3–1    | 2–1    |
| Höllvikens GIF | 3–2          | IFK Hässleholm | 1–1    | 2–1    |

Robertsfors, Vallentuna, Nyköping, Sleipner, Värnamo och Höllviken fick spela i Division 2 i fotboll 2001 medan resten fick spela Division 3.